# Isoetes boyacensis
Isoetes boyacensis är en kärlväxtart som beskrevs av Hans Peter Fuchs. Isoetes boyacensis ingår i släktet braxengräs, och familjen Isoetaceae. Inga underarter finns listade i Catalogue of Life.